# Funaria costesii
Funaria costesii är en bladmossart som beskrevs av Thériot 1921. Funaria costesii ingår i släktet spåmossor, och familjen Funariaceae. Inga underarter finns listade i Catalogue of Life.